# Ursula Kissel

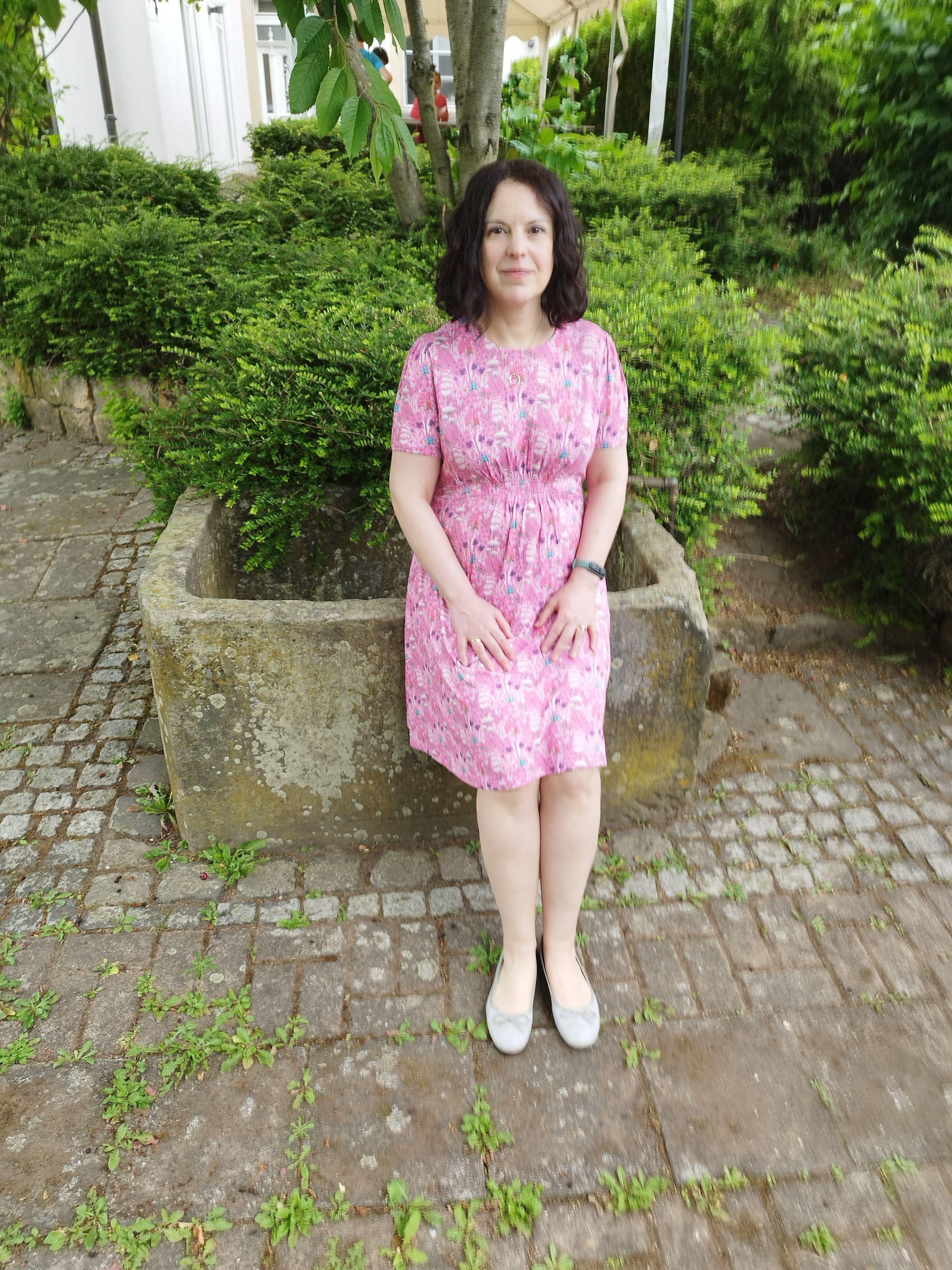
Ursula Kissel (Juliana Weinberg) 2022

Ursula Kissel (Pseudonyme: Ursula Liebrich, Amanda Kissel, Juliana Weinberg und Theresa Herold; * vor 2000 in Neustadt an der Weinstraße) ist eine deutsche Autorin.

## Leben
Ursula Kissel besuchte in Neustadt an der Weinstraße das Käthe-Kollwitz-Gymnasium und absolvierte ihr Studium an der Universität Koblenz-Landau. Hauptberuflich unterrichtet sie als Lehrerin an einer Grundschule. Sie gewann mehrere Literaturwettbewerbe. Ihre Kurzgeschichten wurden in Anthologien veröffentlicht. Weiterhin schrieb sie Romane und Kinderbücher. Ihre Werke erschienen teilweise unter den Pseudonymen Ursula Liebrich, Amanda Kissel, Juliana Weinberg und Theresa Herold und wurden teilweise von internationalen Verlagen in anderen Sprachen veröffentlicht.
Sie lebt mit ihrem Mann und ihren drei Kindern in Lambrecht.

## Veröffentlichungen (Auswahl)

### Erwachsenenliteratur
- Der traumhafte Stoffladen (Als Amanda Kissel),  Forever by Ullstein, 2018, ISBN 978-3-95818-394-0.
- Schneeflocken und Winterklänge (Als Amanda Kissel), Forever by Ullstein, 2019, ISBN 978-3-95818-528-9.
- Audrey Hepburn und der Glanz der Sterne (Als Juliana Weinberg), Ullstein-Verlag, 2020, ISBN 978-3-548-06392-8.
- Weihnachten in der kleinen Bücherei (Als Amanda Kissel), Forever by Ullstein, 2020, ISBN 978-3-95818-601-9.
- Das kleine Haus am Wald (Als Amanda Kissel), Weltbild, 2020, ISBN 978-3-96377-614-4 (vormals erschienen als: Apollonias Kiste (Als Ursula Kissel), Pfälzische Verlags-Anstalt, 2018, ISBN 978-3-87629-358-5).
- Josephine Baker und der Tanz des Lebens (Als Juliana Weinberg), Ullstein-Verlag, 2021, ISBN 978-3-548-06498-7.
- Kaktusblütenzeit (Als Amanda Kissel), Thalia Bücher GmbH, 2021, EAN 9783959526067.
- Sommer im kleinen Haus am Wald (Als Amanda Kissel), Weltbild, 2021, ISBN 978-3-96377-630-4 (vormals erschienen als: Isabelles Wunsch (Als Ursula Kissel), Independently published, 2019, ISBN 978-1-0995-9712-1).
- Mein Sommer mit Zelda (Als Juliana Weinberg), Ullstein-Verlag, 2022, ISBN 978-3-8437-2828-7.
- Gut Erlensee – Margaretas Traum (Als Juliana Weinberg), HarperCollins, 2022, ISBN 978-3-7499-0337-5.
- Gut Erlensee – Cäcilias Erbe (Als Juliana Weinberg), HarperCollins, 2022, ISBN 978-3-365-00041-0.
- Die Kinder der Luftbrücke (Als Juliana Weinberg), Ullstein-Verlag, 2023, ISBN 978-3-548-06672-1.
- Gut Erlensee – Marillas Schicksal (Als Juliana Weinberg), HarperCollins, 2023, ISBN 978-3-365-00061-8.
- Elizabeth Taylor: Die größte Liebende Hollywoods (Als Juliana Weinberg), Ullstein-Verlag, 2023, ISBN 978-3-548-06815-2.
- Der Traum vom Tor (Als Juliana Weinberg), HarperCollins, 2024, ISBN 978-3-365-00615-3.
- Als wir nach den Sternen griffen (Als Theresa Herold), Ullstein-Verlag, 2024, ISBN 978-3-548-06939-5.

### Kinderbücher
- Fedoras Reise (Ursula und Rolf Kissel), KDP, 2017, ISBN 978-1-5441-1429-3.
- Das Lebkuchenhaus (Als Amanda Kissel), KDP, 2017, ISBN 978-1-5432-6535-4.

### Kurzgeschichten
- Maxi und BoD-Literatur-Wettbewerb 2003: Eifersucht: Die böse Schwester der Liebe – Milch und Kakao (Ursula Liebrich), BOD, 2003, ISBN 978-3-8334-0139-8.[13]
- Maxi und BoD-Literatur-Wettbewerb 2004: Zehn Stunden Paul und Andere Geschichten Über Freundschaft – Diebstahl (Ursula Kissel), BOD, 2004, ISBN 978-3-8334-2078-8.[3]
- Fröhliche Weihnachten – Sonderwunsch ans Christkind (Ursula Kissel), Schmöker Verlag, 2004, ISBN 978-3-9809142-4-6.
- Gute-Nacht-Geschichten und mehr – Was tun Puppen nachts (Ursula Kissel), Schmöker Verlag, 2005, ISBN 978-3-9809142-1-5.
- Blumengrüße – Teeparty mit Rosen (Ursula Kissel), Schmöker Verlag, 2006, ISBN 978-3-9809142-7-7.
- Kerzenschein und Schneegestöber: Weihnachten im kleinen Haus am Wald - oder: Der Wunschzettel (Amanda Kissel), dotbooks Verlag, 2023, ISBN 978-3-98690-447-0 (Weltbild (2022): ISBN 978-3-985-07266-8).
- Weihnachtsduft und Erfindergeist. 24 Geschichten über berühmte Frauen: Das Kleid der Zuckerfee (Als Juliana Weinberg), Piper Verlag, 2023, ISBN 978-3-492-50698-4.

## Hörbücher
- Gut Erlensee – Margaretas Traum (Als Juliana Weinberg, gelesen von Alexandra Sagurna), Saga Egmont, 2022, ISBN 978-87-28-39055-9.
- Gut Erlensee – Cäcilias Erbe (Als Juliana Weinberg, gelesen von Sandra Voss), Saga Egmont, 2022, ISBN 978-87-28-39056-6.
- Die Kinder der Luftbrücke (Als Juliana Weinberg, gelesen von Diana Gantner), Hörbuch Hamburg 2023, ISBN 978-3-844-93255-3.[14]
- Das kleine Haus am Wald (Als Amanda Kissel, gelesen von Isabell Korda), Saga Egmont, 2024, ISBN 978-87-28-58076-9.[15]